# Булие, Юлия
Юлия Булие (рум. Iulia Bulie; род. 3 июля 1967, Gorbănești, Ботошани), в девичестве Бобейкэ (рум. Bobeică) — румынская гребчиха, выступавшая за сборную Румынии по академической гребле в 1990-х годах. Серебряная призёрка летних Олимпийских игр в Барселоне, трёхкратная чемпионка мира, победительница и призёрка многих регат национального значения.

## Биография
Юлия Бобейкэ родилась 3 июля 1967 года в коммуне Горбэнешти, жудец Ботошани, Румыния. Занималась академической греблей в Бухаресте в столичном гребном клубе «Динамо».
Первого серьёзного успеха на взрослом международном уровне добилась в сезоне 1990 года, когда вошла в основной состав румынской национальной сборной и выступила на чемпионате мира в Тасмании — дважды поднималась здесь на верхнюю ступень пьедестала почёта, одержала победу в распашных безрульных двойках и рулевых восьмёрках.
В 1991 году на мировом первенстве в Вене заняла шестое место в безрульных четвёрках и получила бронзу в рулевых восьмёрках.
Благодаря череде удачных выступлений удостоилась права защищать честь страны на летних Олимпийских играх 1992 года в Барселоне. В составе экипажа, куда также вошли гребчихи Вероника Некула, Адрьяна Базон, Мария Пэдурару, Дойна Робу, Вьорика Лепэдату, Дойна Шнеп-Бэлан, Йоана Олтяну и рулевая Елена Джорджеску, в финале восьмёрок пришла к финишу второй позади команды из Канады и тем самым завоевала серебряную олимпийскую медаль. Кроме того, стартовала здесь в безрульных четвёрках, но попасть в число призёров не смогла — показала на финише пятый результат.
После барселонской Олимпиады Булие осталась в составе гребной команды Румынии на ещё один олимпийский цикл и продолжила принимать участие в крупнейших международных регатах. Так, в 1993 году в восьмёрках она победила на мировом первенстве в Рачице, став таким образом трёхкратной чемпионкой мира по академической гребле.
В 1994 году побывала на чемпионате мира в Индианаполисе, откуда привезла награды серебряного и бронзового достоинства, выигранные в безрульных двойках и рулевых восьмёрках соответственно.
На мировом первенстве 1995 года в Тампере стала серебряной призёркой в восьмёрках, уступив в финале только команде из Соединённых Штатов.
Находясь в числе лидеров румынской национальной сборной, благополучно прошла отбор на Олимпийские игры 1996 года в Атланте — в программе парных четвёрок сумела квалифицироваться лишь в утешительный финал B и расположилась в итоговом протоколе соревнований на десятой строке. Вскоре по окончании этого сезона приняла решение завершить спортивную карьеру.